# Pangonius escalarae
Pangonius escalarae är en tvåvingeart som först beskrevs av Gabriel Strobl 1906.  Pangonius escalarae ingår i släktet Pangonius och familjen bromsar.
Artens utbredningsområde är Spanien. Inga underarter finns listade i Catalogue of Life.